# Werner Jentsch

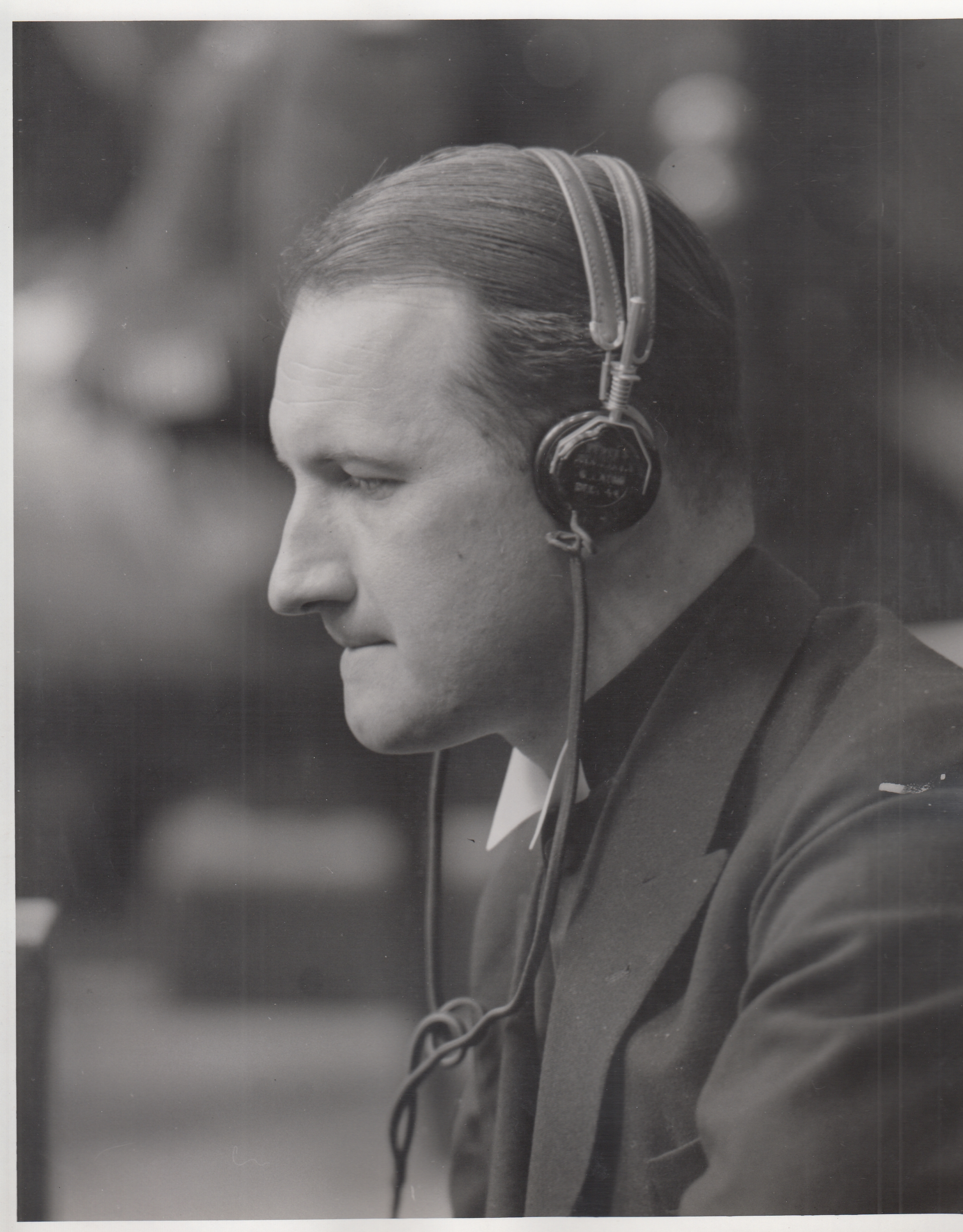
Werner Jentsch 1946 als Zeuge beim Nürnberger Ärzteprozess

Werner Jentsch (* 3. April 1913 in Chemnitz; † 4. Januar 1993 in München) war ein evangelisch-lutherischer Theologe und Pfarrer.

## Leben
Werner Jentsch wuchs in Bautzen auf. Ab 1926 besuchte der die Fürstenschule St. Afra in Meißen, wo er 1931 sein Abitur machte. Es folgte ein Studium der Theologie in Leipzig, während dem er sich in leitenden Positionen in der christlichen Jugendarbeit engagierte. Nachdem die evangelischen Jugendverbände 1935 in die Hitlerjugend überführt worden waren, trat er in die Evangelisch-Lutherische Bekenntnisgemeinde ein. 1937 kam er aufgrund seiner illegalen Jugendarbeit in Gestapo-Untersuchungshaft. Sein zweites Examen absolvierte er im Jahr 1938. Im selben Jahr wurde Jentsch in der Sophienkirche in Berlin zum Hirtenamt ordiniert. Im folgenden Jahr promovierte er bei Albrecht Oepke mit einer Arbeit über die christliche Erziehung in der Alten Kirche zum Doktor der Theologie. 
Als der Zweite Weltkrieg begann wurde Jentsch Militärseelsorger bei der Luftwaffe in Berlin. Ab 1943 war er Soldat in einem Luftwaffen-Sanitätsregiment, bis er in Italien in Kriegsgefangenschaft geriet und von den Engländern als Lazarettpfarrer in Abano Terme eingesetzt wurde. 1945 wurde Jentsch vom Lutherischen Weltbund zum deutschen Leiter der YMCA-Kriegsgefangenenfürsorge ernannt. Im Zuge dieser Arbeit gründete er in Rimini ein theologisches Seminar für Kriegsgefangene. Ende des Jahres 1946 kehrte er nach Deutschland zurück, u. a. um als Zeuge bei den Nürnberger Prozessen auszusagen. Sein Engagement im YMCA für Kriegsgefangene führte ihn dann nach England, wo er im Norton Camp die religiöse Abteilung der Kriegsgefangenenhilfe leiten und den deutschen CVJM repräsentieren sollte. 1948 kehrte er heim und wurde Generalsekretär des CVJM in Kassel. 
Nachdem er 1954 kurze Zeit Dienst als Pfarrer der Stadtkirche Bad Hersfeld getan hatte, wurde Werner Jentsch 1955 Direktor der Evangelischen Akademie in Hofgeismar. Ab den 1960er Jahren war er auch als Gastdozent in den USA unterwegs. 1965 wurde er Dozent am Seminar für Katechetik und Gemeindedienst der Evangelischen Kirche von Westfalen in Bochum. In den folgenden Jahren verrichtete er immer wieder die Aufgabe als Delegierter in der internationalen Ökumene, z. B. beim interreligiösen Dialog und als protestantischer Berater beim Weltkongress für das Laienapostolat der Römisch-katholischen Kirche. 
Den letzten Teil seines aktiven Dienstes verbrachte er in der Evangelisch-Lutherischen Kirche in Bayern (ELKB). Er wurde 1968 Seelsorger an der Pädagogischen Hochschule München und Pfarrer der Himmelfahrtskirche. 1970 übernahm er die Leitung der Religionspädagogischen Arbeitsstelle. Zudem wurde Jentsch Vorsitzender der Katechismuskommission der Vereinigten Evangelisch-Lutherischen Kirche Deutschlands. Zwei Jahre später wurde er Abteilungsleiter des Fachhochschulstudiengangs und Professor für Religionspädagogik und kirchliche Bildungsarbeit an der Münchener Abteilung der Augustana-Hochschule. Die Krönung seines kirchlichen Dienstes stellte die Gründung der Evangelischen Briefseelsorge in der ELKB dar, die er von 1976 bis 1982 leitete.

## Familie
Werner Jentsch war seit 1939 mit Hildegard Strohmeyer verheiratet.

## Schriften (Auswahl)
- Das Jugendwerk der Kirche. Wege und Irrwege evangelischen Jugenddienstes, Dresden/Leipzig 1938.
- Erweckliche Verkündigung. Ein Wort zu der geistlichen Lähmung des deutschen Protestantismus und ihrer Überwindung, Wuppertal-Barmen 1948.
- Das seelsorgerliche Gespräch mit dem jungen Deutschen, Wuppertal 1948.
- Das geistliche Vermächtnis der Gefangenschaftskirche, Stuttgart 1948.
- Urchristliches Erziehungsdenken. Die Paideia Kyriu im Rahmen der hellenistisch-jüdischen Umwelt, Gütersloh 1951.
- als Hrsg.: Christliche Stimmen zur Wehrdienstfrage, Kassel 1953.
- Fassade oder Fundament? Die Pariser Basis, Kassel 1954.
- Sachliche Vergebung. Zwei Vorträge zum Schuldproblem in Seelsorge und Erziehung, Wuppertal 1958.
- Handbuch der Jugendseelsorge. Geschichte, Theologie, Praxis, 6 Bde., Gütersloh 1963–1986.
- Vielfalt und Einfalt. Eine ökumenische Besinnung, Kassel 1966.
- Zwischenbemerkung. Neuralgische Punkte zwischen Universitätstheologie und Gemeindefrömmigkeit, Neukirchen-Vluyn 1968.
- Ökumene im Entwurf. Zum Verständnis der Pariser Basis in unserer Zeit, Kassel 1968.
- als Hrsg. mit Hartmut Jetter, Manfred Kießig und Horst Reller: Evangelischer Erwachsenenkatechismus, Gütersloh 1975.
- als Hrsg. mit Johannes Hanselmann: Glaube konkret. Katechismusbriefe, Vellmar 1977.
- Prediger und Predigt. Zur seelsorgerlich-missionarischen Verkündigung heute, Gütersloh 1978.
- Schreiben befreit. Einführung in die Briefseelsorge, Wuppertal 1981.
- Der Seelsorger. Beraten - Bezeugen - Befreien. Grundzüge biblischer Seelsorge, Moers 1982.
- Einleitung, in: Philipp Jakob Spener: Einfältige Erklärung der christlichen Lehr nach der Ordnung des kleinen Catechismi des teuren Manns Gottes Lutheri 1677 (= Ph. J. Spener Schriften II.1), hg. von Erich Beyreuther, Hildesheim/New York 1982, S. 1–55.
- Einleitung, in: Philipp Jakob Spener: Kurtze Catechismuspredigten 1689 (= Ph. J. Spener Schriften II.2), hg. von Erich Beyreuther, Hildesheim/New York 1982, S. 1–80.
- Biblische Seelsorge. Herausforderung an moderne Beratungskonzeptionen, Vellmar-Kassel 1990.
- Ernstfälle. Erlebtes und bedachtes, Moers 1992.